# Pardosa lawrencei
Pardosa lawrencei är en spindelart som beskrevs av Roewer 1959. Pardosa lawrencei ingår i släktet Pardosa och familjen vargspindlar.
Artens utbredningsområde är Tanzania. Inga underarter finns listade i Catalogue of Life.